# Ángel Ganivet García
Ángel Ganivet García (Granada, 13 de desembre de 1865 - Riga, 29 de novembre de 1898), escriptor i diplomàtic espanyol. Se'l considera, per la seva incertesa vital i per la seva angoixa espiritual, precursor simbòlic de la generació del 98, projectant la seva lluita interior a la seva visió d'Espanya a la seva obra Idearium español, on interpreta a Espanya com a Verge dolorosa envoltada de la cultura positivista i escèptica del segle xix.

## Ressenya biogràfica
Nascut en una família de classe mitjana, el seu pare morí quan tenia nou anys. A l'edat de deu anys, una fractura estigué a punt de provocar que perdés una cama; posant en perill la seva vida, es negà a l'amputació i, després d'anys de rehabilitació, aconseguí no quedar-se coix.
Amb el retard per aquesta convalescència, inicià els seus estudis cursant entre 1880 i 1890 el batxillerat i les carreres de Dret i Filosofia i Lletres, en les quals aconseguí sempre notes excel·lents.
El 1888 començà el doctorat a Madrid; es doctorà, amb nota excel·lent i un premi extraordinari, amb La importancia de la lengua sánscrita, després que no li fos acceptada una altra tesi titulada España filosófica contemporánea.
Es presentà a les oposicions al Cuerpo de Archivos, Bibliotecas y Museos, les quals guanyà, i fou destinat a la biblioteca del Ministeri de Foment a Madrid.
S'integrà a poc a poc al món literari madrileny, assistint a l'Ateneo i a diverses tertúlies literàries. Inicià una relació d'amistat amb Miguel de Unamuno el 1891, quan estudiaren junts per a les oposicions a càtedra de grec (que Unamuno aconseguiria per Salamanca i Ganivet perdria per Granada).
El 1892 conegué n'Amelia Roldán Llanos, de qui s'enamorà tot i que no acabaren casant-se per raons desconegudes. De la seva relació, en nasqueren dos fills: Natalia, que morí al cap de poc de néixer, i Ángel Tristán.
El maig d'aquest mateix any, Ganivet guanyà amb el número u unes oposicions al cos consular i fou nomenat vicecònsul a Anvers, càrrec del qual prengué possessió el juliol; passà quatre anys a la ciutat belga, i durant aquest temps, es formà intel·lectualment: llegí, aprengué idiomes, aprengué a tocar el piano i començà a escriure. D'altra banda, la seva relació amb Amelia es deteriorà.
El 1895 fou ascendit a cònsol i destinat a Helsingfors (Hèlsinki). En els dos anys i escaig que passà a Finlàndia produí la major part de la seva obra literària. La seva estada acabà quan el cos diplomàtic suprimí el consolat per l'escassa activitat comercial.
Prengué possessió del consolat de Riga el 1898. Allà, fruit d'una crisi espiritual, sense la seva amant, sol, caigué en una profunda depressió que el portà a suïcidar-se tirant-se a l'aigua des d'un vaixell (després d'haver estat salvat en un primer intent).

## Obres
- España filosófica contemporánea (1889); assaig.
- La conquista del reino Maya por el último conquistador Pío Cid (1896); novel·la.
- Granada la bella (1896); prosa.
- Cartas finlandesas (1896); prosa.
- Los trabajos del infatigable creador Pío Cid (1898); novel·la.
- Hombres del norte (1898); assaig.
- El escultor de su alma (1898); teatre.
- Idearium español (1898); assaig.
- Porvenir de España (1898); assaig.